# Мировой Гран-при по волейболу 2007
15-й розыгрыш Гран-при — международного турнира по волейболу среди женских национальных сборных — прошёл с 3 по 26 августа 2007 года в 9 городах 6 стран с участием 12 команд. Финальный этап был проведён в Нинбо (Китай). Победителем турнира впервые в своей истории стала сборная Нидерландов.

## Команды-участницы
Россия, Нидерланды, Италия, Польша — по итогам европейской квалификации;
Китай, Япония, Казахстан, Тайвань — по результатам мирового рейтинга среди команд AVC;
Куба, Доминиканская Республика, США — по итогам розыгрыша Панамериканского Кубка 2006 года (три лучшие команды от NORCECA);
Бразилия — по итогам розыгрыша Панамериканского Кубка 2006 года (лучшая команда от CSV).

## Система проведения розыгрыша
На предварительном этапе команды выступали по туровой системе. В каждом туре (всего их было три) команды делились на четвёрки и проводили в них однокруговые турниры. Все результаты шли в общий зачёт. В играх финального этапа, проходившего по круговой системе, участвовали хозяин финала Китай и пять лучших команд по итогам предварительного раунда.

## Предварительный этап
3—19 августа

### Турнирная таблица
| М  | Команда                  | И | В | П | С/О     | С/П   | О  |
| -- | ------------------------ | - | - | - | ------- | ----- | -- |
| 1  | Бразилия                 | 9 | 8 | 1 | 728:550 | 25:5  | 17 |
| 2  | Италия                   | 9 | 7 | 2 | 774:682 | 24:10 | 16 |
| 3  | Россия                   | 9 | 7 | 2 | 788:740 | 21:14 | 16 |
| 4  | Польша                   | 9 | 6 | 3 | 790:758 | 22:14 | 15 |
| 5  | Нидерланды               | 9 | 6 | 3 | 731:705 | 18:15 | 15 |
| 6  | Куба                     | 9 | 5 | 4 | 823:777 | 21:15 | 14 |
| 7  | США                      | 9 | 5 | 4 | 784:784 | 18:18 | 14 |
| 8  | Китай                    | 9 | 4 | 5 | 816:777 | 20:17 | 13 |
| 9  | Япония                   | 9 | 4 | 5 | 719:702 | 18:15 | 13 |
| 10 | Казахстан                | 9 | 1 | 8 | 681:781 | 7:26  | 10 |
| 11 | Доминиканская Республика | 9 | 1 | 8 | 574:713 | 6:24  | 10 |
| 12 | Тайвань                  | 9 | 0 | 9 | 436:675 | 0:27  | 9  |

### 1-й тур
3—5 августа

#### Группа А
Токио
3.08: Куба — Доминиканская Республика 3:0 (25:22, 25:22, 25:12); Япония — Казахстан 3:0 (25:23, 25:21, 25:20).
4.08: Куба — Казахстан 3:0 (25:17, 25:17, 25:14); Япония — Доминиканская Республика 3:0 (25:19, 25:11, 25:22).
5.08: Казахстан — Доминиканская Республика 3:0 (25:19, 25:23, 21:25, 21:25, 15:13); Куба — Япония 3:2 (20:25, 25:18, 21:25, 25:20, 15:13).

#### Группа В
Жешув
3.08: Россия — Китай 3:1 (27:25, 21:25, 25:16, 25:15); США — Польша 3:2 (19:25, 18:25, 25:15, 25:17, 25:15, 15:12).
4.08: США — Россия 3:0 (25:23, 25:22, 25:13); Китай — Польша 3:2 (28:26, 24:26, 25:15, 23:25, 15:12).
5.08: Китай — США 3:0 (25:21, 30:28, 25:20); Россия — Польша 3:0 (25:17, 25:16, 25:21).

#### Группа С
Верона
3.08: Бразилия — Нидерланды 3:0 (25:20, 25:12, 25:12); Италия — Тайвань 3:0 (25:10, 25:13, 25:18).
4.08: Бразилия — Тайвань 3:0 (25:19, 25:9, 25:13); Италия — Нидерланды 3:0 (25:22, 25:18, 25:16).
5.08: Нидерланды — Тайвань 3:0 (25:16, 25:19, 25:13); Бразилия — Италия 3:2 (25:19, 24:26, 26:24, 24:26, 15:8).

### 2-й тур
10—12 августа

#### Группа D
Токио
10.08: Бразилия — Нидерланды 3:0 (25:23, 25:23, 26:24); Япония — Тайвань 3:0 (25:19, 25:17, 25:5).
11.08: Бразилия — Тайвань 3:0 (25:13, 25:17, 25:20); Нидерланды — Япония 3:2 (25:18, 26:28, 25:20, 25:27, 15:11).
12.08: Нидерланды — Тайвань 3:0 (25:12, 25:21, 25:19); Бразилия — Япония 3:0 (25:15, 25:19, 25:13).

#### Группа E
Хабаровск
10.08: США — Куба 3:1 (25:19, 25:22, 21:25, 25:22); Россия — Казахстан 3:0 (25:16, 25:22, 28:26).
11.08: Куба — Казахстан 3:0 (25:23, 25:21, 25:20); Россия — США 3:2 (18:25, 25:18, 26:24, 21:25, 15:6).
12.08: США — Казахстан 3:1 (25:21, 20:25, 25:21, 26:24); Россия — Куба 3:2 (25:23, 25:23, 24:26, 21:25, 15:11).

#### Группа F
Гонконг
10.08: Польша — Италия 3:1 (26:24, 16:25, 25:18, 25:17); Китай — Доминиканская Республика 3:0 (25:16, 25:12, 25:14).
11.08: Италия — Доминиканская Республика 3:0 (25:16, 25:18, 25:15); Польша — Китай 3:2 (16:25, 21:25, 25:21, 25:16, 15:10).
12.08: Польша — Доминиканская Республика 3:0 (25:16, 25:17, 25:19); Италия — Китай 3:2 (25:21, 20:25, 14:25, 25:20, 15:12).

### 3-й тур
17—19 августа

#### Группа G
Осака
17.08: Польша — Россия 3:0 (25:21, 25:19, 28:26); Япония — Казахстан 3:0 (25:20, 25:22, 25:19).
18.08: Россия — Казахстан 3:2 (25:14, 14:25, 25:23, 23:25, 15:10); Польша — Япония 3:1 (25:20, 16:25, 25:23, 25:14).
19.08: Польша — Казахстан 3:1 (25:27, 25:20, 25:23, 25:15); Россия — Япония 3:1 (21:25, 25:23, 25:18, 25:19).

#### Группа H
Тайбэй
17.08: Бразилия — Доминиканская Республика 3:0 (25:22, 25:19, 25:17); Италия — Тайвань 3:0 (25:20, 25:17, 25:21).
18.08: Италия — Доминиканская Республика 3:1 (25:21, 25:19, 23:25, 25:16); Бразилия — Тайвань 3:0 (25:12, 25:15, 25:20).
19.08: Доминиканская Республика — Тайвань 3:0 (25:16, 25:20, 25:22); Италия — Бразилия 3:1 (25:20, 25:21, 15:25, 25:22).

#### Группа I
Макао
17.08: Нидерланды — Куба 3:1 (27:25, 25:27, 25:18, 25:20); Китай — США 3:0 (25:18, 25:17, 25:22).
18.08: США — Куба 3:2 (18:25, 25:21, 25:23, 22:25, 15:13); Нидерланды — Китай 3:2 (25:23, 19:25, 23:25, 25:14, 15:12).
19.08: Нидерланды — США 3:1 (25:18, 25:23, 11:25, 25:20); Куба — Китай 3:1 (26:24, 23:25, 25:22, 25:20).

## Финальный этап
22—26 августа.  Нинбо.
| М | Команда    | 1   | 2   | 3   | 4   | 5   | 6   | И | В | П | С/О     | С/П  | О  |
| - | ---------- | --- | --- | --- | --- | --- | --- | - | - | - | ------- | ---- | -- |
| 1 | Нидерланды |     | 3:2 | 3:1 | 3:2 | 3:2 | 3:0 | 5 | 5 | 0 | 503:454 | 15:7 | 10 |
| 2 | Китай      | 2:3 |     | 3:2 | 3:0 | 3:0 | 3:2 | 5 | 4 | 1 | 476:438 | 14:7 | 9  |
| 3 | Италия     | 1:3 | 2:3 |     | 3:1 | 3:1 | 0:3 | 5 | 2 | 3 | 448:446 | 9:11 | 7  |
| 4 | Россия     | 2:3 | 0:3 | 1:3 |     | 3:2 | 3:0 | 5 | 2 | 3 | 411:434 | 9:11 | 7  |
| 5 | Бразилия   | 2:3 | 0:3 | 1:3 | 2:3 |     | 3:0 | 5 | 1 | 4 | 412:434 | 8:12 | 6  |
| 6 | Польша     | 0:3 | 2:3 | 3:0 | 0:3 | 0:3 |     | 5 | 1 | 4 | 348:392 | 5:12 | 6  |

22.08: Бразилия — Польша 3:0 (25:21, 25:21, 25:17); Италия — Россия 3:1 (25:18, 25:17, 23:25, 25:17); Нидерланды — Китай 3:2 (28:26, 26:24, 23:25, 23:25, 15:8).
23.08: Россия — Бразилия 3:2 (25:16, 15:25, 19:25, 25:17, 15:13); Нидерланды — Италия 3:1 (26:24, 22:25, 27:25, 25:16); Китай — Польша 3:2 (21:25, 25:15, 25:16, 22:25, 15:9).
24.08: Нидерланды — Бразилия 3:2 (19:25, 25:19, 25:23, 23:25, 15:9); Россия — Польша 3:0 (25:11, 25:22, 26:24); Китай — Италия 3:2 (25:23, 19:25, 25:22, 24:26, 15:12).
25.08: Нидерланды — Польша 3:0 (25:22, 25:22, 25:23); Китай — Россия 3:0 (25:23, 27:25, 25:22); Италия — Бразилия 3:1 (25:22, 19:25, 25:18, 25:21).
26.08: Нидерланды — Россия 3:2 (21:25, 25:18, 25:13, 20:25, 15:8); Польша — Италия 3:0 (25:21, 25:18, 25:19); Китай — Бразилия 3:0 (25:21, 25:21, 25:13).

## Итоги

### Положение команд
| Нидерланды                   |
| Китай                        |
| Италия                       |
| 4. Россия                    |
| 5. Бразилия                  |
| 6. Польша                    |
| 7. Куба                      |
| 8. США                       |
| 9. Япония                    |
| 10. Казахстан                |
| 11. Доминиканская Республика |
| 12. Тайвань                  |

### Призёры
Нидерланды: Ким Сталенс, Франсьен Хурман, Чейн Сталенс, Мирьям Орсель, Алисе Блом, Флортье Мейнерс, Яннеке ван Тинен, Каролин Венсинк, Манон Флир, Ритте Фледдерус, Ингрид Виссер, Дебби Стам. Главный тренер — Авитал Селинджер.
  Китай: Хань Сюй, Ян Хао, Лю Яньань, Вэй Цююэ, Сюй Юньли, Чжоу Сухун, Сюэ Мин, Чжан Юэхун, Сунь Сяоцин, Ли Цзюань, Чжан Сянь, Ма Юньвэнь. Главный тренер — Чэнь Чжунхэ.
  Италия: Валентина Арригетти, Паола Кроче, Сандра Витец, Валентина Фьорин, Мартина Гуиджи, Дженни Барацца, Мануэла Секоло, Стефания Далль'Инья, Серена Ортолани, Таисмари Агуэро, Элеонора Ло Бьянко, Федерика Стуфи (в матчах предварительного этапа также играли Антонелла Дель Коре и Симона Джоли). Главный тренер — Массимо Барболини.

### Индивидуальные призы
MVP:  Манон Флир
Лучшая нападающая:  Таисмари Агуэро
Лучшая блокирующая:  Элеонора Дзенкевич
Лучшая на подаче:  Ян Хао
Лучшая в защите:  Чжан Сянь
Лучшая связующая:  Вэй Цююэ
Лучшая на приёме:  Чжан Сянь
Самая результативная:  Таисмари Агуэро

## Сборная России
Юлия Седова, Наталья Алимова, Ольга Фатеева, Любовь Соколова, Елена Година, Наталья Сафронова, Светлана Крючкова, Екатерина Гамова, Светлана Акулова, Татьяна Кошелева, Юлия Меркулова, Марина Акулова (в матчах предварительного этапа также играла Анна Иванова). Главный тренер — Джованни Капрара.